# Time Warner Cable Road Runner 250 2004
Time Warner Cable Road Runner 250 2004 var den tredje deltävlingen i Champ Car 2004. Racet kördes den 5 juni på The Milwaukee Mile. Ryan Hunter-Reay tog en överraskande seger, som förde upp honom på tredje plats i mästerskapet. Han tog både pole position, vinsten och satte tävlingens snabbaste varv. Patrick Carpentier och Michel Jourdain Jr. var övriga förare på pallen, medan Bruno Junqueira tog över mästerskapsledningen tack vare sin sjätteplats.

## Slutresultat
| Plats | Förare              | Team                | Grid | Kvaltid |
| ----- | ------------------- | ------------------- | ---- | ------- |
| 1     | Ryan Hunter-Reay    | Herdez Competition  | 1    | 20,509  |
| 2     | Patrick Carpentier  | Forsythe Racing     | 3    | 20,740  |
| 3     | Michel Jourdain Jr. | RuSPORT             | 9    | 20,862  |
| 4     | Jimmy Vasser        | PKV Racing          | 8    | 20,854  |
| 5     | A.J. Allmendinger   | RuSPORT             | 13   | 21,352  |
| 6     | Bruno Junqueira     | Newman/Haas Racing  | 10   | 20,867  |
| 7     | Oriol Servià        | Dale Coyne Racing   | 11   | 20,916  |
| 8     | Mario Domínguez     | Herdez Competition  | 4    | 20,785  |
| 9     | Rodolfo Lavín       | Forsythe Racing     | 6    | 20,809  |
| 10    | Mario Haberfeld     | Walker Racing       | 15   | 21,568  |
| 11    | Justin Wilson       | Conquest Racing     | 12   | 21,184  |
| 12    | Roberto González    | PKV Racing          | 14   | 21,483  |
| 13    | Alex Tagliani       | Rocketsports Racing | 7    | 20,815  |
| 14    | Nelson Philippe     | Rocketsports Racing | 17   | 21,955  |
| 15    | Alex Sperafico      | Conquest Racing     | 18   | 22,388  |
| 16    | Gastón Mazzacane    | Dale Coyne Racing   | 16   | 21,907  |
| 17    | Paul Tracy          | Forsythe Racing     | 5    | 20,800  |
| 18    | Sébastien Bourdais  | Newman/Haas Racing  | 2    | 20,667  |